# Joseph Billings
Pour les articles homonymes, voir Billings.
Joseph Billings, né en 1758 à Turnham Green ou Yarmouth et mort en 1806 probablement en Russie, est un navigateur, explorateur et astronome britannique. Il contribue à « l'expansion, à la consolidation et […] à la reconnaissance officielle des intérêts russes en Alaska ».

## Biographie
Marin dans la Royal Navy, il accompagne James Cook lors de son troisième voyage (1776-1778) en tant que gabier puis astronome adjoint. L'expédition passe par la Colombie-Britannique, l'Alaska, le Kamtchatka mais aussi Macao. À son retour au pays, il est promu maître principal.
Profitant de son expérience auprès de Cook, il offre ses services à Catherine II. Stimulée par l'expédition de La Pérouse, elle lui donne le commandement d'une expédition à la recherche du passage du Nord-Est, en Sibérie et vers l'Alaska. Cette expédition, commencée en 1785 et secondées par Gavriil Sarytchev, lequel disposait d'un expérience dans la navigation en Arctique, durera neuf années avec comme objectifs un rapport sur le commerce des fourrures en Alaska et la revendication de toutes terres non déjà revendiquées.
Les deux navires de l'expédition partent de Saint-Pétersbourg le 25 octobre 1785. Sa route croise celle de John Ledyard, ancien de la troisième expédition Cook, et Billings tente de l'engager mais ce dernier est arrêté en février 1788 car il est suspecté d'être un espion à la solde des Français. L'expédition perd ensuite un navire dans une tempête et celui-ci n'est remplacé qu'en 1790 à Petropavlovsk-Kamtchatski. Les îles Aléoutiennes et la baie du Prince-William sont explorées mais l'exploration côté Amérique est finalement abandonnée. Billings croise cependant l'explorateur espagnol Salvador Fidalgo vers l'île Kodiak, signe de l'intérêt de la région pour d'autres nations.
Billings se montre peu compétent dans le commandement de l'expédition et se met à dos une partie de son équipage. Il décide par la suite de cartographier par la terre le nord-est de la Sibérie, tandis que Gavriil Sarytchev reprend la mer pour continuer l'exploration des îles Aléoutiennes. Finalement, les deux équipes se retrouvent à Iakoutsk en 1794 pour un retour vers Saint-Pétersbourg.
Le bilan est modeste avec peu de travaux d'exploration et de cartographie utilisables, néanmoins Sarytchev réussit plusieurs cartes de la côte nord-ouest de l'Amérique. En outre, les autochtones d'Alaska sont décrits comme étant victimes d'esclavage de la part des marchands de fourrures russes (Promyshlenniki) et des dispositions sont prises pour améliorer leurs conditions de vie.
Affecté par la suite, en 1796, à la flotte de la mer Noire de la marine impériale de Russie pour conduire des relevés hydrographiques, il est l'auteur en 1799 d'un atlas géographique peu avant sa retraite et son installation à Moscou.

## Postérité
Le cap Billings, dans le district autonome de Tchoukotka, est nommé en l'honneur de Joseph Billings. Plusieurs comptes rendus de ses expéditions seront publiés, notamment par Gavriil Sarytchev et Martin Sauer.